# Augnat
Augnat é uma comuna francesa na região administrativa de Auvérnia-Ródano-Alpes, no departamento Puy-de-Dôme. Estende-se por uma área de 9,25 km². Em 2010 a comuna tinha 184 habitantes (densidade: 19,9 hab./km²).